# Ървати
Ървати (на македонска литературна норма: Арвати) е село в община Ресен, Северна Македония.

## География
Селото е планинско, разположено в областта Долна Преспа, на 3 km източно от Песпанското езеро, на 900 m надморска височина в дълбока долина в планината Баба над село Крани. През селото минава реката Шара, известна и като Ърватска и Кранска река. На север граничи със землищата на Сливница, Маловище, Нижеполе и Злокукяни, на юг с Брайчино и Щърбово, а на запад с Крани. Землището на Ървати е 2907 ha (около 29 km2) и е предимно гори – широколистни и иглолистни и пасища. 215,2 ha са обработваема земя, 1098 пасища и 1562,9 гори.

## История
Според местни предания селото се е местило два пъти, поради болести. Първото му положение е било в местността Павлоец на 3 km източно, на левия бряг на Шара, а второто – в местността Грамада на 1 km източно, на десния бряг на реката.
В XIX век Ървати е смесено село в Битолска кааза, нахия Долна Преспа на Османската империя. В „Етнография на вилаетите Адрианопол, Монастир и Салоника“, издадена в Константинопол в 1878 година и отразяваща статистиката на населението от 1873 година, Ървати (Arvati) е посочено като село в каза Ресен с 45 домакинства и 56 жители мюсюлмани и 80 българи. Според статистиката на Васил Кънчов („Македония. Етнография и статистика“) от 1900 година Хървати (Ървати) има 160 жители българи християни, 100 арнаути мохамедани и 65 цигани.
На Етнографската карта на Битолския вилает на Картографския институт в София от 1901 година Ървати е смесено село българи, албанци и власи в Битолската каза на Битолския санджак с 59 къщи.
В началото на XX век християнските жители на селото са под върховенството на Българската екзархия. По данни на секретаря на екзархията Димитър Мишев („La Macédoine et sa Population Chrétienne“) през 1905 година в Ървати има 200 българи екзархисти и 186 албанци.
По време на Първата световна война Харвати е част от Наколска община в Ресенска околия и има 437 жители.
Според преброяването от 2002 година селото има 137 жители.
| Националност | Всичко |
| македонци    | 51     |
| албанци      | 85     |
| турци        | 0      |
| роми         | 0      |
| власи        | 0      |
| сърби        | 0      |
| бошняци      | 1      |
| други        | 0      |

В селото има няколко християнски храма – всичките обновени в ХХ век. В горния източен край е куполната еднокорабна църква „Успение Богородично“, обновена в периода между двете световни войни върху средновековни основи. Около нея има старо гробище. По-малките параклиси са „Света Неделя“ и старата гробищна „Свети Никола“. Най-голям храм е новата гробищна „Свети Архангел Михаил“, която съдейки по архитектурата е градена в 30-те или 40-те години на ХХ век.

## Личности
Родени в Ървати
- Абедин Хюсеин, арестуван преди април 1904 година, обвинен в „участие в убийството на Митре Дуко и Стоян Марко от село Плаке, които били убити в Сопотската планина по предположението, че са бунтовници“, затворен в следствения арест от Апелативния наказателен съд, амнистиран с общата амнистия от 12 април 1904 година[12]
- Алексо Лозановски (р. 1934), северномакедонски поет
- Мухтар Гани, арестуван преди април 1904 година, обвинен в „кражба на предмети от българското население, което по време на бунта напуснало селата и избягало в планината“, осъден на 1 година от Апелативния наказателен съд, лежал в Битолския затвор, амнистиран с общата амнистия от 12 април 1904 година[13]
- Хуршид Тимур, арестуван преди април 1904 година, обвинен в „кражба на предмети от българското население, което по време на бунта напуснало селата и избягало в планината“, осъден на 1 година от Апелативния наказателен съд, лежал в Битолския затвор, амнистиран с общата амнистия от 12 април 1904 година[14]